# Louise Erdrich

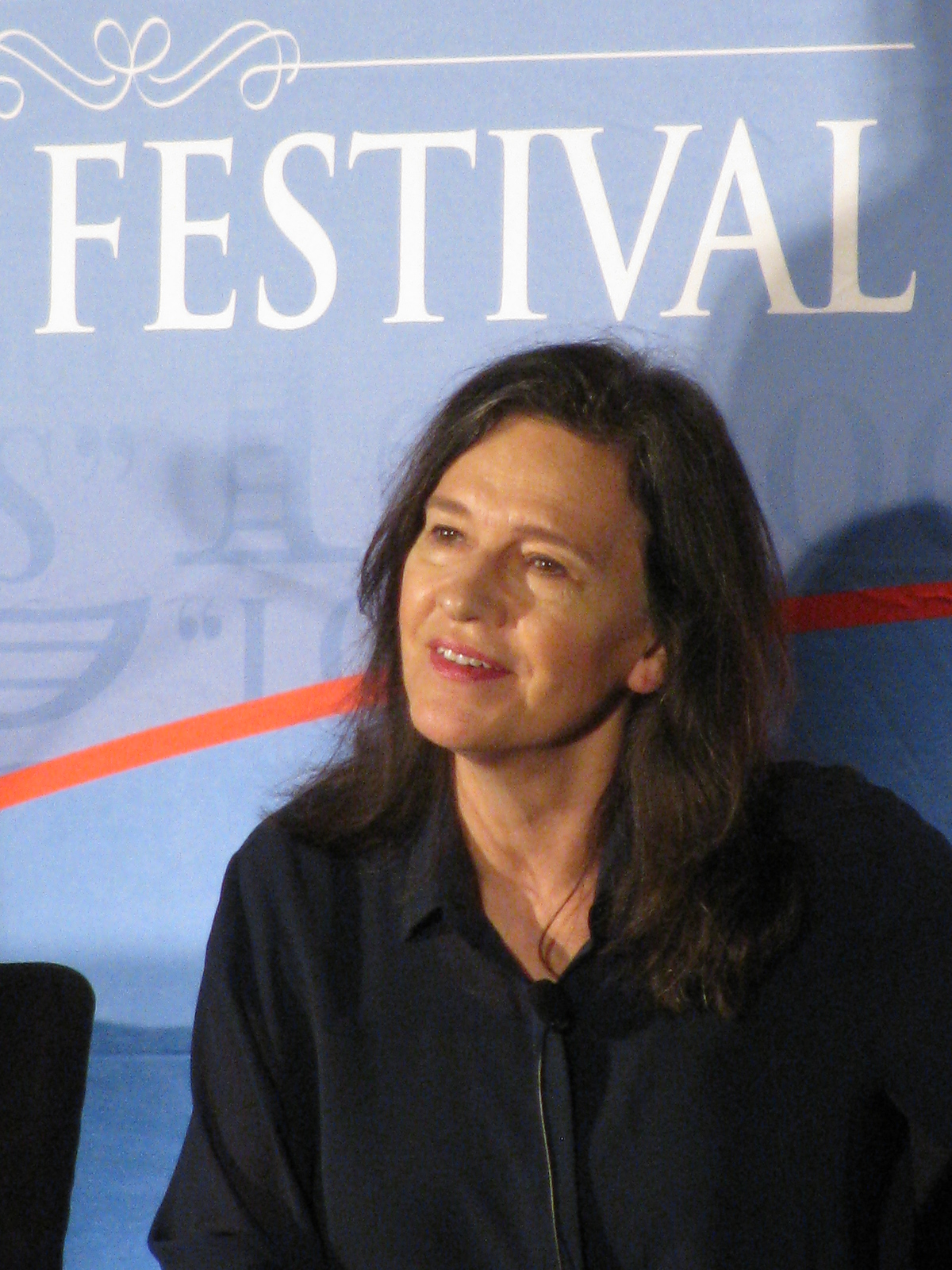
Louise Erdrich (2015)

Karen Louise Erdrich (* 7. Juni 1954 in Little Falls, Minnesota) ist eine amerikanische Schriftstellerin. Sie lebt in Minneapolis.

## Leben
Louise Erdrich stammt väterlicherseits von einem deutschen Einwanderer ab, ihr Großvater mütterlicherseits war Häuptling der Chippewa in North Dakota. Ihr Vater Ralph Erdrich arbeitete im Wahpeton-Reservat im Büro für Indianerfragen und unterrichtete Deutsch und Englisch. Durch ihn wurde Louise Erdrich auch auf Karl Mays Indianerbücher aufmerksam. Ihre Mutter Rita Erdrich betreute als Sozialarbeiterin alkoholgeschädigte Kinder.
Erdrich wuchs als das älteste von sieben Geschwistern im Reservat auf, später besuchte sie ein College an der Ostküste (Dartmouth). 1976 bis 1979 studierte sie Anthropologie an der Johns-Hopkins-Universität. Nach Jobs als Kellnerin, Literaturlehrerin in einem Gefängnis und Sekretärin einer Baufirma wurde Erdrich Redakteurin der Zeitschrift Circle.
Von 1981 bis 1996 war Louise Erdrich mit dem Anthropologen und Schriftsteller Michael Dorris verheiratet. Das Paar hat drei adoptierte und drei eigene Kinder. 1997 starb Dorris durch Suizid.
Erdrich führt neben ihrer schriftstellerischen Tätigkeit eine unabhängige Buchhandlung. 2001 brachte sie ihre jüngste Tochter zur Welt.

## Werke
Erdrichs Romane sind zumeist in einem fiktiven Indianerreservat im US-Staat North Dakota angesiedelt, von 1912 bis zur Gegenwart und verarbeiten die Familiengeschichte der Autorin. Sie beschreiben die Beziehungen der Indianer untereinander, die Schicksale weißer Familien teilweise deutscher Herkunft und die Beziehungen zwischen „Rot“ und „Weiß“. Erdrich legt ein besonderes Gewicht auf Menschen, die sowohl indianischer als auch europäischer Herkunft sind.
Der Roman The Antelope Wife (1998, dt. Die Antilopenfrau), weicht als erster vom bekannten Setting ab. In ihm geht Erdrich besonders der Frage nach, wie Menschen, die sowohl indianisches als auch europäisches Erbe haben, mit dem Trauma der Vergangenheit umgehen und in der multikulturellen Gesellschaft der USA leben können, ohne ihr indianisches Erbe zu verleugnen.
Die Figuren aller Romane Erdrichs sind komplex gezeichnet. Erdrich stellt deren Licht- und Schattenseiten dar und schafft dabei ein hohes Identifikationspotenzial. Ihr Stil ist plastisch und humorvoll und erinnert oft an die indianischen Trickster und die europäischen Schelmenromane. Wegen des Neben- und Miteinanders von Realität und magischen Elementen sind ihre Werke auch dem Magischen Realismus zugeordnet worden.

## Über ihr Schreiben
„Die Trennung zwischen 'native writers' und 'American writers' finde ich akademisch. Das tut man nur, um ein Kursprogramm auf die Beine zu stellen. Ich bin eine Mischung und nur deshalb verfüge ich über diese künstlerische Wahrhaftigkeit und Prägnanz, all die verschiedenen Charaktere darzustellen. Ich fühle mich nicht verpflichtet, auf eine bestimmte Art zu schreiben. Ich denke mir so etwas nicht aus. Diese Geschichten gibt es irgendwo. Ich höre nur zu. Früher nahm ich an, wenn ich mich zum Schreiben hinsetzte, würden meine Charaktere schon pünktlich antreten, aber das stimmt einfach nicht mehr. Ich habe eine Menge Kindheitserfahrungen aufgebraucht. Seit ich Kinder habe, verstehe ich manche Dinge anders, etwa den Wechsel von der Kindheit zum Erwachsenenalter. Ich mache mir keine Sorgen, wenn meine Töchter meine Bücher lesen, aber wegen meines Vaters habe ich Bedenken, weil es sich häufig um Sex dreht. Ich überklebe die Buchseiten, die er nicht lesen soll, das ist wie eine rituelle Vermeidung bei Eingeborenenfamilien. Hätte ich mich jemals darum gekümmert, was andere Leute mir rieten oder von mir wollten, hätte ich gar nichts geschrieben.“

## Ehrungen
- Preis der Academy of American Poets, 1975
- National Book Critics Circle Award, 1984 für Love Medicine
- O.-Henry-Preis, 1987
- World Fantasy Award, für The Antelope Wife
- Mitglied der American Academy of Arts and Letters, 1998
- American Academy of Arts and Sciences, Wahl 1999
- National Book Award, Sparte Fiction, 2012 für The Round House
- Holbrooke Award for Lifetime Achievement des Dayton Literary Peace Prize, 2014
- Library of Congress Prize for American Fiction, 2015
- National Book Critics Circle Award, 2016 für LaRose
- Phoenix Award, 2019 für The Birchbark House
- Aspen Words Literary Prize, 2021 für The Night Watchman
- Pulitzer-Preis/Belletristik, 2021 für The Night Watchman
- Mitglied der American Philosophical Society, 2023
- Prix Femina für die französische Übersetzung von The Sentence, 2023 (Übersetzerin: Sarah Gurcel)

## Werke

### Romane
- Love Medicine. 1984.
  - Liebeszauber. dt. von Helga Pfetsch. Rowohlt, Reinbek 1986, ISBN 3-499-12346-0.
- The Beet Queen. 1986.
  - Die Rübenkönigin. dt. von Helga Pfetsch. Rowohlt, Reinbek 1988, ISBN 3-499-12793-8.
- Tracks. 1988.
  - Spuren. dt. von Barbara von Bechtolsheim, Helga Pfetsch. Rowohlt, Reinbek 1990, ISBN 3-499-13148-X.
- mit Michael Dorris: The Crown of Columbus. 1991.
  - Die Krone des Kolumbus. dt. von Edith Nerke, Jürgen Bauer. Rowohlt, Reinbek 1991, ISBN 3-498-01649-0.
- The Bingo Palace. 1994.
  - Der Bingo-Palast. dt. von Edith Nerke, Jürgen Bauer. Rowohlt, Reinbek 1995, ISBN 3-498-01658-X.
- Tales of Burning Love. 1996.
  - Geschichten von brennender Liebe. dt. von Adelheid Zöfel. Rowohlt, Reinbek 1998, ISBN 3-499-22698-7.
- The Antelope Wife. 1998.
  - Die Antilopenfrau. dt. von Juliane Gräbener-Müller. Rowohlt, Reinbek 2001, ISBN 3-498-01665-2.
- The Last Report on the Miracles at Little No Horse. 2000.
- The Master Butchers Singing Club. 2003.
  - Der Gesang des Fidelis Waldvogel. Übers. Renate Orth-Guttmann. Eichborn, Frankfurt 2004, ISBN 3-8218-5731-5.
  - auch als: Der Club der singenden Metzger. Gleiche Übers. Suhrkamp, Frankfurt 2006, ISBN 3-518-45750-0.
  - verfilmt 2019 von Regisseur Uli Edel: Der Club der singenden Metzger
- Four Souls. 2004.
- The Painted Drum. 2005.
  - Der Klang der Trommel. dt. von Renate Orth-Guttmann. Eichborn, Frankfurt 2007, ISBN 978-3-8218-5784-8.
- The Plague of Doves. 2008.
  - Solange du lebst. dt. von Chris Hirte. Insel, Frankfurt 2009, ISBN 978-3-458-17426-4.
- Shadow Tag. 2010.
  - Schattenfangen. dt. von Chris Hirte. Suhrkamp, Berlin 2011, ISBN 978-3-518-42223-6.
- The Round House. 2012.
  - Das Haus des Windes. Übers. Gesine Schröder. Aufbau, Berlin 2014, ISBN 978-3-351-03579-2.
- LaRose. 2016.
  - Ein Lied für die Geister. Übers. Gesine Schröder. Aufbau, Berlin 2016, ISBN 978-3-518-42223-6.
- Future Home of the Living God (2017)
  - Der Gott am Ende der Straße. Übers. Gesine Schröder. Aufbau, Berlin 2019, ISBN 978-3-351-03756-7.
- The Night Watchman (2020)
  - Der Nachtwächter. Übers. Gesine Schröder. Aufbau, Berlin 2021, ISBN 978-3-351-03857-1
- The Sentence. Harper, New York 2021, ISBN 978-0-06-320562-8.
  - Jahr der Wunder. Übers. Gesine Schröder. Aufbau, Berlin 2023, ISBN 978-3-351-03980-6

### Gedichte
- Jacklight. 1984.
- Baptism of Desire. 1989.
- Dear John Wayne.
- Original Fire: Selected and New Poems. 2003.

### Kinderbücher
- Grandmother's Pigeon. 1996. (Illustrationen Jim LaMarche)
  - Das Taubengeheimnis. dt. von Sylke Hachmeister. Sauerländer, Aarau 1999, ISBN 3-7941-4329-9.
- The Birchbark House. 1999. (Illustrationen von ihr selbst)
  - Ein Jahr mit sieben Wintern. dt. von Sylke Hachmeister. Sauerländer, Aarau 2001, ISBN 3-7941-4770-7.
- The Range Eternal. 2002.
- The Game of Silence. 2005.
- The Porcupine Year. 2008.
- Chickadee. 2012.

### Sachbücher
- mit Michael Dorris: Route Two. 1990.
- The Blue Jay's Dance: A Birthyear. 1995.
- Books and Islands in Ojibwe Country. 2003.
  - Von Büchern und Inseln. dt. von Adelheid Zöfel. Frederking und Thaler, München 2004, ISBN 3-89405-481-6.